# Maschrek

Maschrek-Gebiet

Geografisch bezeichnet der Maschrek (auch Maschrik oder Maschriq, arabisch المشرق, DMG al-Mašriq ‚Orient‘) seit der arabisch-islamischen Expansion im 7. Jahrhundert ein zusammenhängendes Gebiet in Nordostafrika und Vorderasien. Politisch ist der Maschrek nicht genau definiert, doch im Allgemeinen werden damit die Länder mit meist arabischsprachiger Mehrheit östlich von Libyen und nördlich von Saudi-Arabien bezeichnet, im Einzelnen die Staaten Ägypten, Palästina, Israel, Jordanien, Libanon, Syrien und Irak.

## Wortherkunft
Das Wort arabisch المشرق al-Maschrek, DMG al-mašriq ist aus dem Verb شَرَقَ scharaqa, DMG šaraqa ‚aufgehen (Sonne); leuchten‘ abgeleitet und bedeutet wörtlich „Ort, wo die Sonne aufgeht“. Im Gegensatz dazu steht der Begriff Maghreb المغرب, DMG al-maġrib ‚Ort, wo die Sonne untergeht; der Westen‘. Beide geographischen Bezeichnungen stammen noch aus der Zeit vor der Entstehung des islamischen Reiches und beziehen sich auf die Einteilung der Welt im späten Römischen Reich.

## Sonderstatus Ägyptens
Eine besondere Stellung besitzt Ägypten, einerseits wegen seiner Geschichte und andererseits wegen seiner Lage auf dem afrikanischen Kontinent. Ägypten gehört seit der arabisch-islamischen Eroberung kulturell und linguistisch zum Maschrek und wird deshalb zu ihm gezählt. Es grenzt im Westen an die Region der Maghreb-Staaten.

## Geschichte
Während der arabischen Expansion im 7. Jahrhundert war der Maschrek Sitz des umayyadischen Kalifats. Dieser befand sich zunächst in Damaskus, später wechselte er nach Bagdad. In den folgenden Jahrhunderten beherrschten verschiedene, meist türkische Dynastien die Region. Von 1517 bis 1918 regierten die Osmanen das Gebiet. Im Ersten Weltkrieg erhofften sich führende arabische Politiker zunächst eine Unterstützung ihrer Unabhängigkeitsbestrebungen durch die Triple Entente. Die Hussein-McMahon-Korrespondenz von 1915 bis 1916 zwischen Hussein ibn Ali, Scherif von Mekka, und Sir Henry McMahon, dem britischen Hochkommissar in Ägypten, gab Anlass zu solchen Hoffnungen. Zudem wurde auch die Arabische Revolte 1916–1918 gegen die türkische Herrschaft von Großbritannien unterstützt. Diese Erwartungen wurden jedoch durch die nachfolgende Teilung der Region in von Großbritannien und Frankreich kontrollierte Gebiete gemäß dem geheimen Sykes-Picot-Abkommen vom Mai 1916 zunichtegemacht. Die britische Einflusszone umfasste das Völkerbundsmandat für Palästina und das Britische Mandat Mesopotamien auf dem Gebiet des heutigen Iraks, die französische Einflusszone umfasste das Völkerbundmandat für Syrien und Libanon. Hussein ibn Ali wurde zunächst als König des Hedschas anerkannt, unterlag jedoch 1924 der rivalisierenden Dynastie der Saud. Des Weiteren versprachen die Briten 1917 in der Balfour-Deklaration den Juden die Errichtung einer „nationalen Heimstätte“. Die modernen Grenzen im Maschrek wurden somit nach dem Untergang des Osmanischen Reiches von den europäischen Westmächten gezogen.